# Сертифицированный внутренний аудитор
Сертифицированный внутренний аудитор (CIA – certified internal auditor) - квалификация разработана Институтом внутренних аудиторов (США). Экзамен CIA состоит их 4 частей (с 2013 года состоит из 3 частей), которые включают в себя разделы по вопросам международных профессиональных стандартов внутреннего аудита, проведения аудиторских заданий, бизнес-анализ и информационные технологии, а также навыки управления бизнесом. Первая часть содержит 125 вопросов, вторая и третья по 100 вопросов. К каждому вопросу предлагается 4 варианта ответа, среди которых нужно определить правильный. На сдачу первой части отведено 150 минут, на вторую и третью 120 минут. Для того чтобы часть считалась сданной, необходимо набрать 600 баллов, что соответствует 80% успешно выполненных заданий. Кандидатам, являющимся обладателями действующего аттестата по аудиту Министерства финансов РФ , а также дипломов ACCA, CIMA, CISA, CMA, CPA, четвертая часть экзамена CIA зачитывается автоматически. Для регистрации с целью сдачи экзамена и получения сертификата CIA кандидату не обязательно быть членом Института внутренних аудиторов, но членство в Институте определяет величину экзаменационных сборов. Экзамен проходит на базе компьютерных технологий. Администратором является компания Pearson VUE. Сдавать экзамены можно в США, европейских странах, а также в Москве, Новосибирске, Нижнем Новгороде, Екатеринбурге всего в более 500 центрах по всему миру.